# 메종 글래드 제주
메종 글래드 제주(영어: MAISON GLAD JEJU)는 글래드 호텔앤리조트㈜가 운영하고 있으며, 대한민국 제주특별자치도 제주시 노연로에 위치한 특1등급 호텔이다. 1978년에 착공하여 1981년에 완공하였다. 
2015년 9월에 제주그랜드호텔에서 메종 글래드 제주로 명칭을 변경했다.

## 연혁
- 1977년 6월 24일: 삼호개발㈜ (호텔사업부, 골프사업부) 발족
- 1978년 8월 1일: 호텔 착공
- 1981년 7월 11일: 제주그랜드호텔 개관 (본관 333실)
- 1985년 6월 28일: 제주그랜드호텔 신관 준공 (신관 189실)
- 1986년 7월 6일: 제주그랜드호텔 신관 개관 (신관 189실, 총 522실)
- 1987년 2월 23일: 오라관광㈜ 사명 변경
- 1992년 9월 27일: 1천만불 관광진흥탑 수상
- 2003년 7월 1일: 산업자원부 기술표준원 호텔 부문 서비스 품질 우수 기업 선정
- 2015년 9월 15일: 메종 글래드 제주 호텔명 변경
- 2019년 2월 11일: 글래드 호텔앤리조트㈜ 사명 변경[1]
- 2019년 10월 24일: '2019 제주관광대상' 종합 대상 수상[2]

## 현황
대지 면적 24,745m2, 건축 연면적 45,965m2 규모이며, 본관과 신관으로 나누어져 있고 513개의 객실을 갖추고 있다. 인피니티 풀과 패밀리 풀, 프리미엄 뷔페 레스토랑 ‘삼다정‘, 중식당 ‘청‘, 풀 사이드 바 ‘자왈’ 등 다양한 레스토랑과 바, 제주시 최대 규모의 컨벤션 홀, 피트니스&사우나 등의 시설을 갖추고 있다.
부대시설로는 놀이시설과 최고급 이탈리안 레스토랑이 결합된 프리미엄 키즈 카페 릴리펏, 라운지 바 ‘정글북 by 앨리스바’, ‘1964 백미당’, 카페 베이커리 전문점 ‘카페 아티제’, ‘쥴라이 스파’, ‘멀티샵 피렌체’, 아베다 공식 파트너 헤어 살롱 ‘메종드누보 아베다살롱’, 명품주얼리 편집샵 ‘헤라몬드 쥬얼리’, 독일 글로벌 럭셔리 브랜드 ‘MCM’ 등 다양한 부대시설을 운영하고 있다.

## 갤러리

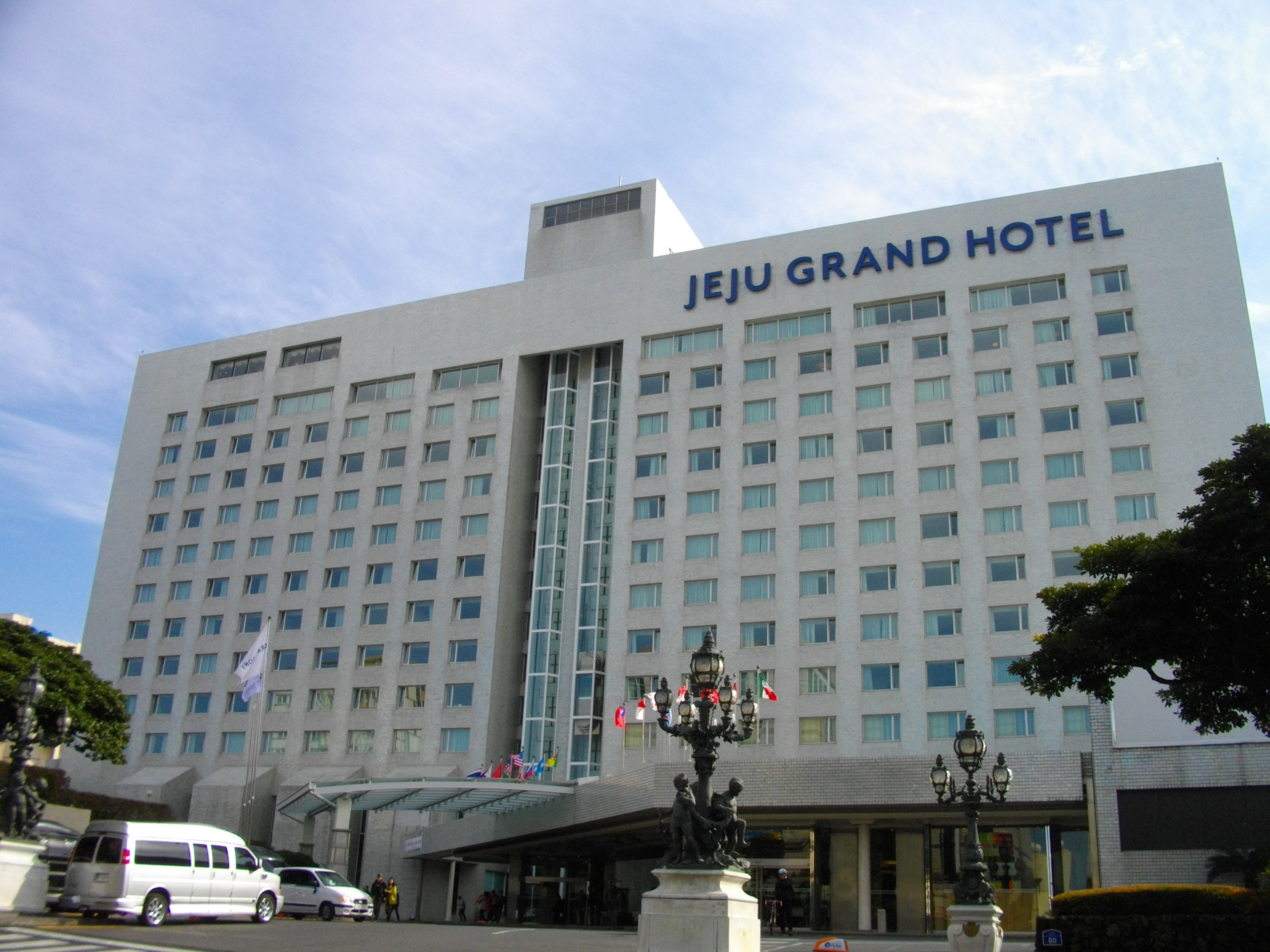
제주 그랜드 호텔

## 같이 보기
- 제주특별자치도의 마천루 목록
- 제주시의 마천루 목록